# L. Frank Baum
Lyman Frank Baum, född 15 maj 1856 i Chittenango, New York, död 6 maj 1919 i Los Angeles, Kalifornien, var en amerikansk journalist och författare, son till Benjamin Ward Baum och Cynthia Stanton Baum.

## Landet Oz
Baum är mest känd för sina berättelser om landet Oz, där den mest välkända är Trollkarlen från Oz publicerad år 1900. Filmen från 1939 med samma namn är baserad på denna bok. Baum skrev totalt 14 böcker om Oz och efter hans död tog andra författare över.

## Politiska åsikter
Fem dagar efter massakern vid Wounded Knee, där över 300 Lakota-Siouxindianer dödades, skrev Baum ett för sin tid typiskt, men i dagens ögon oerhört rasistiskt uttalande i tidskriften Aberdeen Saturday Pioneer:
”The Pioneer has before declared that our only safety depends upon the total extermination of the Indians. Having wronged them for centuries we had better, in order to protect our civilization, follow it up by one or more wrong and wipe these untamed and untamable creatures from the face of the earth.”.
Eftersom Baums efterlevande bett om ursäkt för detta, är det tydligt att Baum hade vissa rasistiska åsikter vilket också märks i delar av hans Oz-serie.

## Galleri

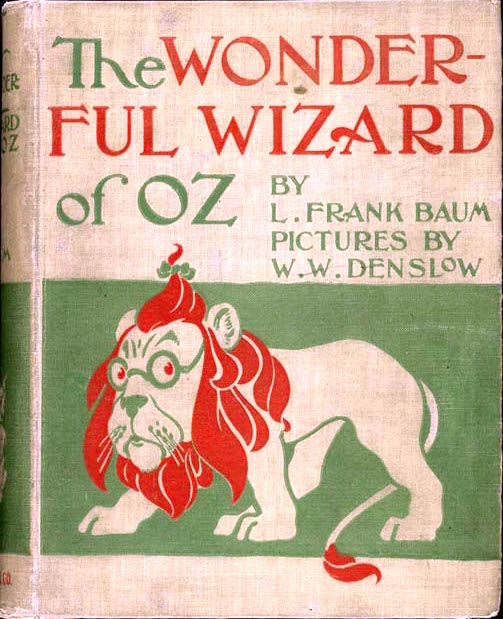
Omslag från 1900 till Trollkarlen från Oz.
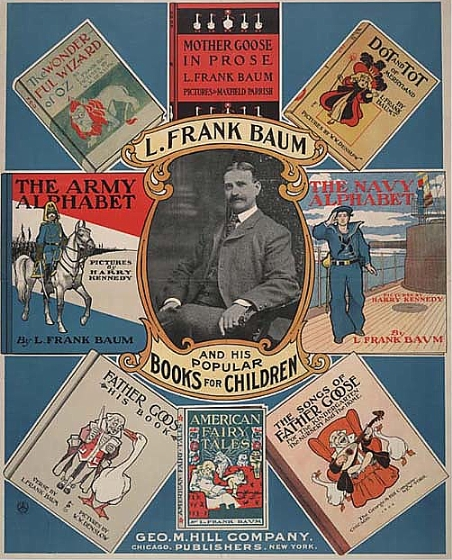
Reklamaffisch för Baums olika barnböcker.
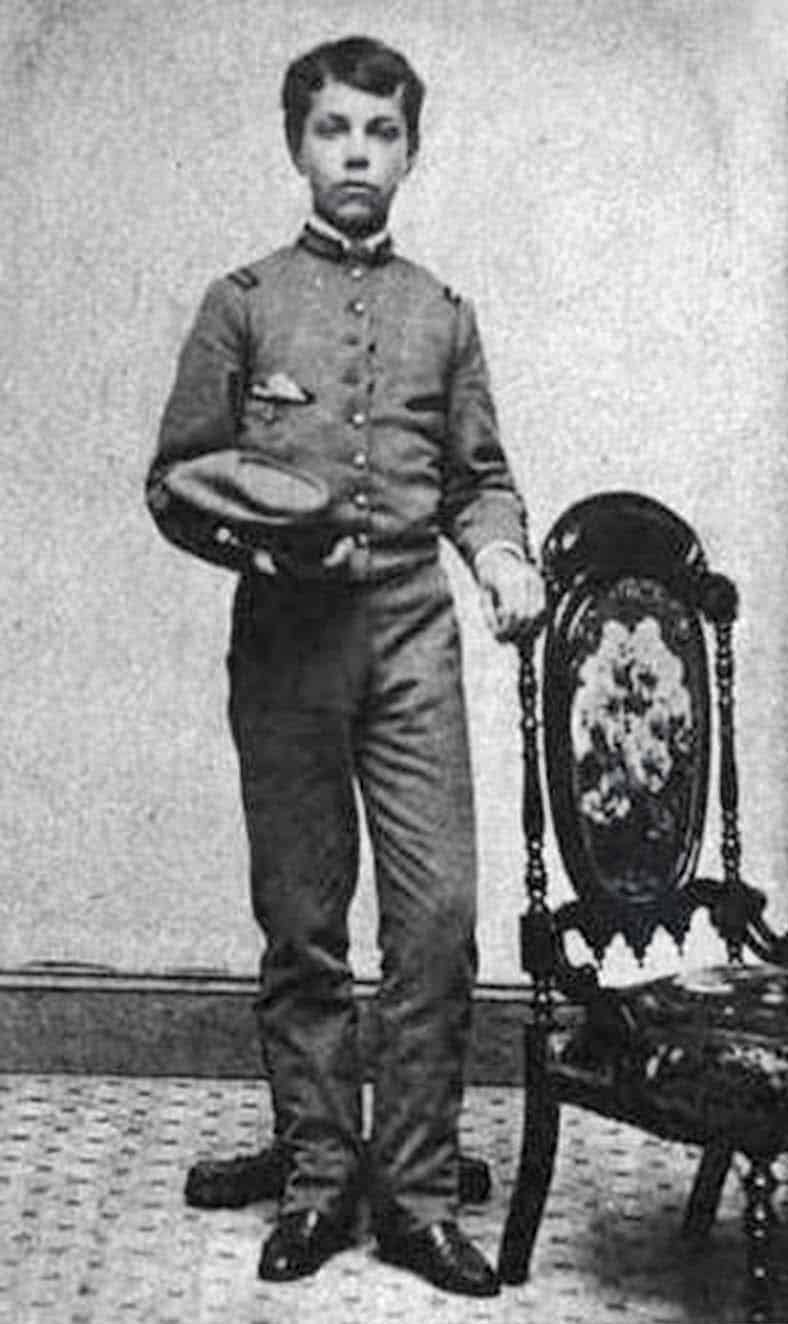
Baum vid Peekskill Military Academy.
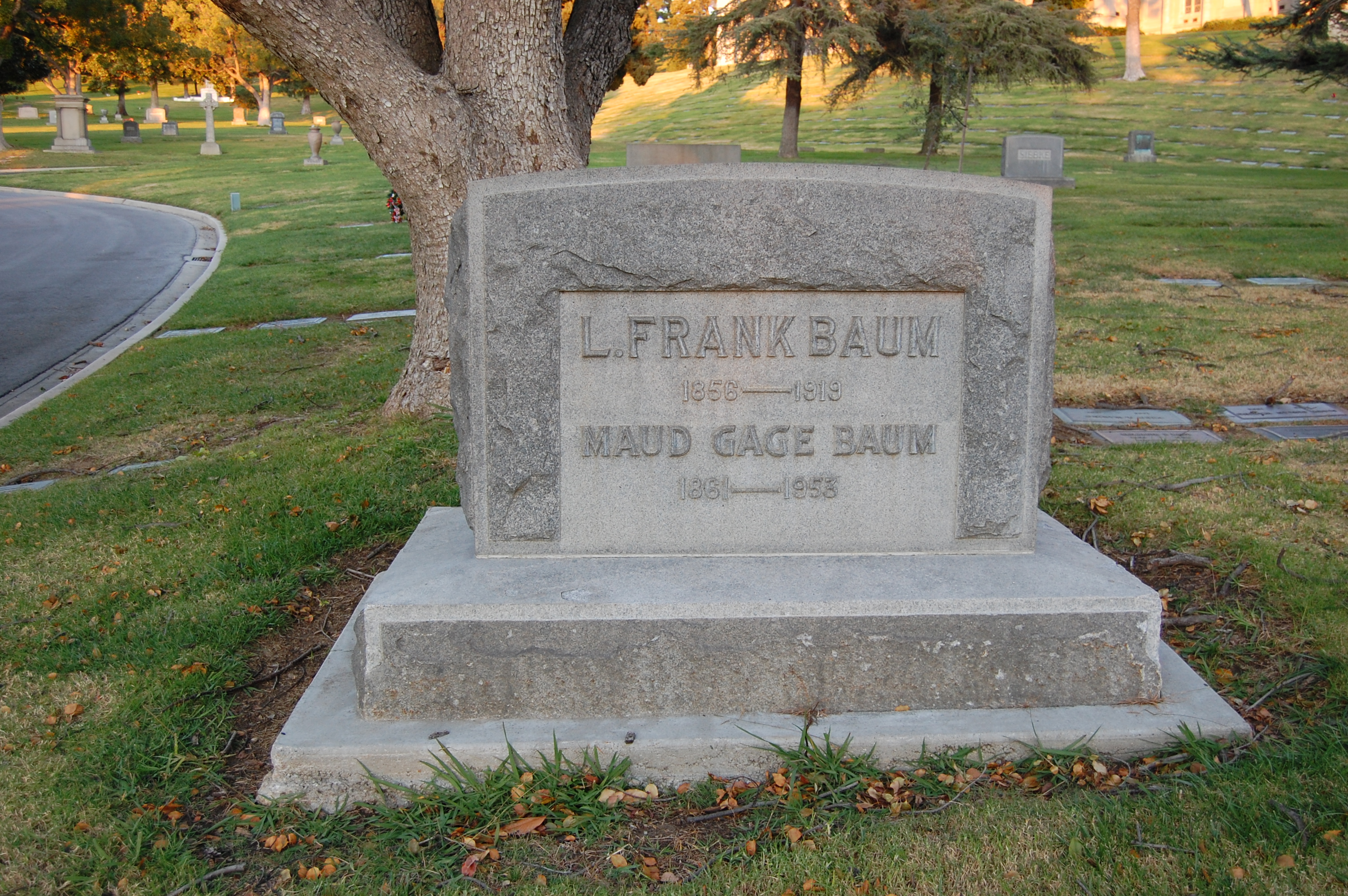
Baums grav vid Forest Lawn Cemetery i Glendale.